# Покровка (Сафакулевский район)
Покровка — деревня в Сафакулевском районе Курганской области. Входит в состав Камышинского сельсовета.

## История
До 1917 года входила в состав Сухоборской волости Челябинского уезда Оренбургской губернии. По данным на 1926 год состояла из 97 хозяйств. В административном отношении входила в состав Аджитаровского сельсовета Яланского района Челябинского округа Уральской области.

## Население
| 1989 | 2002 | 2010 |
| ---- | ---- | ---- |
| 145  | ↘117 | ↘52  |

По данным переписи 1926 года в деревне проживало 523 человека (246 мужчин и 277 женщин), в том числе: русские составляли 100 % населения.